# كيندال سيمونز
كيندال سيمونز (بالإنجليزية: Kendall Simmons)‏ هو لاعب كرة قدم أمريكية أمريكي، ولد في 11 مارس 1979 في ريبلي في الولايات المتحدة.

## وصلات خارجية
- كيندال سيمونز على موقع مرجع كرة القدم المحترفة.كوم (الإنجليزية)